# Maredsous (cerveza)
La cerveza de Maredsous es una cerveza belga de fermentación alta. 
Curiosamente, esta cerveza nunca ha sido producida sobre los sitios de la Abadía de Maredsous, en la Provincia de  Namur. Pero sí se la puede degustar en la Abadía. Desde 1963, la abadía ha entregado la producción y comercialización a la Cervecería Duvel Moortgat que también bajo el control de los monjes entrega la cerveza Duvel.
La cerveza se filtra antes de ser embotellada, lo que le da una gran nitidez.

## Variedad de cervezas
- Maredsous Blonde, rubia de 6 %.
- Maredsous Brune, dubbel de 8 %.
- Maredsous Tripel, tripel de 10 %.